# Chris Vrenna
Chris Vrenna, född 23 februari 1967, är en amerikansk musiker. Han har producerat och mixat låtar åt bland andra Rammstein, The Rasmus, U2, Weezer, P.O.D., David Bowie, Scarling., The Smashing Pumpkins, Hole, Marilyn Manson, Rob Zombie, Green Day och Dir en grey.
Från 1989 till 1997 var Vrenna trummis i Nine Inch Nails. För närvarande[när?] spelar han keyboard live för Marilyn Manson.